# برک اوکتای
برک اوکتای (ترکی استانبولی: Berk Oktay؛ زادهٔ ۲۸ اکتبر ۱۹۸۲) بازیگر و مدل اهل ترکیه است.
وی از سال ۲۰۰۰ میلادی تاکنون مشغول فعالیت بوده است. از فیلم‌ها یا برنامه‌های تلویزیونی که وی در آن ایفای نقش کرده است می‌توان سیب ممنوعه اشاره کرد.
او در سال ۲۰۱۶ با مروه شرابچی‌اوغلو ازدواج کرد اما آنها در سال ۲۰۲۰ به دلیل خشونت و خیانت برک به مروه آنها از هم جدا شدند. او در سال ۲۰۲۲ با ییلدیز چاغری آتیکسوی ازدواج کرد.